# Syndicat national unitaire des personnels du ministère de l'Intérieur
Le Syndicat national unitaire des personnels du ministère de l'Intérieur (SNUP.MI) est un syndicat regroupant l'ensemble des personnels du ministère de l'Intérieur.

## Historique
Le syndicat a été créé le 21 mars 2006. Sa dénomination était alors Syndicat national unitaire des préfectures avec comme sigle SNUP/FSU.
Lors de sa modification statutaire du 13 mai 2014, le Syndicat national unitaire des personnels du ministère de l’Intérieur a changé son sigle pour celui de SNUP FSU-Intérieur.
Le Syndicat national unitaire des personnels du ministère de l’Intérieur a déposé des listes au Comité technique ministériel de l’Intérieur sous son sigle FSU-Intérieur lors des élections professionnelles du 4 décembre 2014 et a obtenu le score de 0,84 %.
Sa secrétaire générale actuelle, Sylvie Contamin, est élue depuis juin 2015.
En février 2018, la branche Police est développée par Laurent Arnaudas et Galad Malacari.
Lors de son congrès extraordinaire en date du 21 juin 2018, le SNUP FSU-Intérieur s’est désaffilié de la FSU et a modifié son sigle en conséquence pour devenir le Syndicat National Unitaire des Personnels du Ministère de l’Intérieur (SNUP.MI). Les raisons de cette désaffiliation font suite à des désaccords profonds avec la vision du syndicalisme porté par les militants du SNUP.MI et la FSU. L’indifférence voire l’absence de considération (pour ne pas dire la haine pour certains des membres) de la FSU et sa branche le SNUITAM sur le devenir et les problématiques rencontrées par le personnel du Ministère de l’Intérieur ont conduit à cette inévitable séparation.
Lors du congrès du 11 septembre 2018, le SNUP.MI a décidé de s'affilier à la FA FP et a créé avec le Syndicat Autonome du Ministère de l'Intérieur (SA MI) la Fédération Autonome des Personnels du Ministère de l'Intérieur (FA-PMI) au sein de celle-ci.
C’est, non sans mal, que le SNUP MI et sa fédération (FA-PMI) ont réussi à établir des listes sur l’ensemble des scrutins du Ministère de l’Intérieur afin de proposer un syndicalisme qui se veut moins corporatiste que la majorité des syndicats existants et avec une véritable autonomie sur ses convictions et autres propositions.